# Teymur Bachtiar

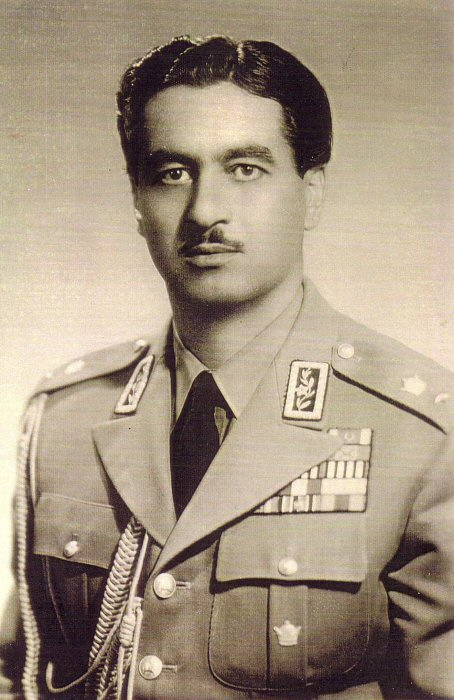
General Teymur Bachtiar

Teymur Bachtiar (* 1914; † 11. August 1970; auch Teymour Bakhtiar) war ein iranischer General und erster Geheimdienstchef des SAVAK von 1957 bis 1961.

## Leben
Bachtiar wurde in der Provinz Bachtiyāri geboren und studierte ab 1928 an der französischen Schule in Beirut. 1930 gelang ihm die Aufnahme in die renommierte Saint-Cyr Militärakademie in Frankreich, die er bis 1935 besuchte. Mit seiner Rückkehr in den Iran im Jahr 1936 wurde er zum Leutnant befördert.
Als Kommandeur trat Teymur Bachtiar erstmals nach dem Zweiten Weltkrieg im Jahr 1945 in Erscheinung. Josef Stalin weigerte sich nach Ende des Krieges, die sowjetischen Truppen aus dem im Rahmen der anglo-sowjetischen Invasion seit 1941 besetzten Iran zurückzuziehen. Vielmehr unterstützte er den Aufbau eines autonomen aserbaidschanischen Staates, die Aserbaidschanische Volksregierung. Teymour Bachtiar organisierte eine Art Partisanenkampf gegen die Soldaten der Roten Armee und die separatistischen Bewegungen, wobei in der Schlacht von Khamseh viele separatistische Rebellen getötet wurden.
Die Volksgruppe der Bachtiaren gewann zu dieser Zeit zunehmend Einfluss am Hof von Mohammad Reza Schah. 1951 kam es dann zur Heirat zwischen dem Schah und Soraya Esfandiary Bakhtiari, die ebenso wie Teymour Bachtiar aus der Volksgruppe der Bachtiaren stammte.

### Aufstieg
Während der Regierungszeit Mohammad Mossadeghs war Bachtiar Kommandeur der Truppen von Kermānschāh. Während der Operation Ajax unterstützte Bachtiar Oberst Nassiri und General Fazlollah Zahedi. Bachtiar hatte zugesagt, im Falle bewaffneter Auseinandersetzungen mit den Anhängern Mossadeghs, mit seinen Truppen nach Teheran zu marschieren. Bachtiar wurde für seine Treue vom Schah Mohammad Reza Pahlavi zum Militärgouverneur von Teheran ernannt, ein wichtiger und mächtiger Posten. Als Militärgouverneur von Teheran war er für die Verfolgung von Schah-Gegnern, meist Mitglieder der kommunistischen Tudeh-Partei, aber auch Anhänger von Mossadegh verantwortlich. Mehr als 640 mossadeghtreue Offiziere wurden verhaftet. 10 waren im Verlauf des Putsches erschossen worden. In den folgenden drei Jahren gelang es Bachtiar, nahezu jeglichen militärischen und politischen Widerstand der Opposition zu brechen.
1957, nach Gründung des SAVAK, wurde Bachtiar dessen erster Direktor. Als Direktor des SAVAK stellte er zahlreiche ihm ergebene Offiziere als Mitarbeiter ein, die die Geheimdienstarbeit weniger durch eine explizite Ausbildung, sondern mehr durch "training on the job" erlernt hatten. Bald entwickelte sich der Geheimdienst unter der Führung Bachtiars zu einem Staat im Staate und zu einem persönlichen Machtinstrument von Teymour Bachtiar. Waren die Agenten des SAVAK erst einmal überall installiert, war Teymour Bachtiar der heimlichen Herrscher des Landes.

### Fall
Nachdem Premierminister Dschafar Scharif-Emami im Mai 1961 wegen anhaltender Demonstrationen gegen die umfassenden Fälschungen bei den in seiner Amtszeit durchgeführten Parlamentswahlen zurücktreten musste, machte sich Teymour Bachtiar Hoffnungen, Premierminister zu werden. Schah Mohammad Reza Pahlavi zog aber Ali Amini vor. Bachtiar kontaktierte daraufhin die amerikanische Botschaft, ob sie einen Putsch gegen Amini unterstützen würden. Völlig überrascht informierte der Botschafter den Schah von den Plänen Bachtiars. Bachtiar wurde umgehend aus dem Dienst entlassen und ins Ausland abgeschoben.
Teymour Bachtiar, der gehofft hatte, dass das Exil nur kurze Zeit andauern würde, zählte auf seine Familie und seine Freunde, die nichts unversucht ließen, um den Schah umzustimmen und Bachtiar wieder in den Iran zurückzuholen. Nachdem Bachtiar damit keinen Erfolg hatte, wollte er "auf anderem Weg" in den Iran zurückkehren. Er aktivierte seine politischen Freunde im Ausland und versuchte, Schah Mohammad Reza Pahlavi persönlich zu diskreditieren. So wurde beispielsweise der britische Botschafter Sir Denis Wright 1962 vom iranischen Generalkonsul bei einem Besuch in Genf angesprochen. Der Generalkonsul versuchte Sir Denis klarzumachen, dass der Schah vor allem mit seiner Landreform völlig an den Wünschen der Iraner vorbeiregiere und ersetzt werden müsse. Sir Denis solle sich unbedingt mit Teymour Bachtiar treffen, um alles Weitere zu besprechen.
1967 wurde Bachtiar angeklagt, an der versuchten Ermordung des Schahs als Anstifter beteiligt gewesen zu sein. Am 23. September 1967 wurde er in Abwesenheit zum Tode verurteilt. Im Irak versuchte Bachtiar mit allen Oppositionsgruppierungen Kontakt aufzunehmen. So versuchte er Chomeini, der sich zu diesem Zeitpunkt in Nadschaf aufhielt, zu treffen. Es ist allerdings nicht belegt, dass es zu diesem Treffen tatsächlich kam. Mehr Erfolg hatte Bachtiar mit Vertretern der kommunistischen Tudeh-Partei. So traf er mit dem ersten Sekretär der Tudeh-Partei, Reza Radmanesh, heimlich zusammen. Dieses Treffen wurde jedoch durch den in die Tudeh-Partei eingeschleusten SAVAK-Agenten Abbas Shahriyari verraten, was zum Ausschluss Reza Radmaneshs aus der Tudeh-Partei führte. An die Öffentlichkeit gelangten diese Informationen erst nach dem Zusammenbruch der DDR durch den ungehinderten Zugang zu den Stasi-Archiven. Mohammad Pour-Hormozan, Cheftheoretiker der Tudeh-Partei in Wirtschaftsfragen, arbeitete als Agent für die Staatssicherheit der DDR. Pour-Hormozan sandte regelmäßig detaillierte Berichte über die Vorgänge innerhalb der Tudeh-Partei in die DDR und traf regelmäßig mit Mitarbeitern der Staatssicherheit zusammen.
Schah Mohammad Reza Pahlavi soll vor seinem Besuch im Juni 1967 in Deutschland Berichte erhalten haben, dass Teymur Bachtiar einen Anschlag auf ihn plante. "Die beispiellosen Demonstrationen gegen den Schah während seines Deutschlandbesuches, die zu dem Tod eines jungen deutschen Studenten (Benno Ohnesorg) geführt hatten, hatten den Schah massiv verärgert. Er vermutete, dass Bachtiar bei den Demonstrationen seine Hand im Spiel hatte." Zwei Tage nach seiner Rückkehr wurde General Alavi Kia, der Leiter des Europabüros des SAVAK, entlassen. Der Schah war zu diesem Zeitpunkt davon überzeugt, dass Kia mit Bachtiar in Verbindung stand. An den SAVAK erging die Anweisung, Bachtiar "zu jagen und zu töten".
Die Tatsache, dass Teymur Bachtiar die meiste Zeit in Bagdad verbrachte, machte deutlich, dass Saddam Hussein ihm offensichtlich Asyl gewährt hatte. Im März 1968 wurde Bachtiar im Libanon verhaftet, da man ihn mit Waffen im Gepäck aufgegriffen hatte. Die iranische Regierung stellte umgehend einen Auslieferungsantrag. Doch auch dieses Mal gelang es Bachtiar, unbehelligt entlassen zu werden und in den Irak auszureisen.
1969 wurde vom iranischen Parlament ein Gesetz verabschiedet, mit dem Teymour Bachtiar alle militärischen Titel aberkannt wurden, alle seine Ansprüche an den iranischen Staat annulliert wurden und alle seine beweglichen und unbeweglichen Güter beschlagnahmt wurden.
Am 9. August 1970 unternahm Bachtiar mit seinem Leibwächter und zwei neuen „Freunden“ einen Jagdausflug in der Provinz Diyala an der Grenze zum Iran. Dort wurde Bachtiar angeschossen und starb zwei Tage später.
Gérard de Villiers schreibt dazu:
Bachtiars Tod war eine Ironie des Schicksals. Er wurde durch ein Werkzeug hingerichtet, das er selber geschaffen hatte.